# Walter Angermann
Walter Angermann (22 de janeiro de 1923 - ) foi um comandante de U-Boot que serviu na Kriegsmarine durante a Segunda Guerra Mundial.